# Senven-Léhart
 Senven-Léhart  (en bretón Senven-Lehard) es una población y comuna francesa, situada en la región de Bretaña, departamento de Côtes-d'Armor, en el distrito de Guingamp y cantón de Bourbriac.

## Demografía
| 425 | 391 | 335 | 305 | 292 | 250 |
| Para los censos de 1962 a 1999 la población legal corresponde a la población sin duplicidades (Fuente: INSEE [Consultar]) |     |     |     |     |     |